# Luiza Pesjak
Luiza Pesjak sau Lujiza Pesjakova (n. 12 iunie 1828, Ljubljana, Slovenia – d. 1 martie 1898, Ljubljana, Slovenia) a fost o scriitoare, poetă și traducătoare slovenă. A fost prima femeie care a scris un roman în limba slovenă.

## Biografie
Pesjak s-a născut ca Alojzija Crobath la Ljubljana la 12 iunie 1828 ca fiică a avocatului Blaž Crobath. A fost educată la Institutul Fröhlich de către profesori locali, printre care și France Prešeren. Pesjak a făcut cunoștință cu 
Josip Stritar, Simon Gregorčič și Fran Levstik cu care a făcut schimb de corespondență. Pesjak a petrecut foarte mult timp citind diferite cărți, mergând la teatru și operă, călătorind și socializând. A fost una dintre primele romanciere din Slovenia, care a scris romanul pentru femei Beatin dnevnik în 1887, dar a scris și poezie, piese de teatru și libretul de operă pentru Gorenjski slavček. Pesjak a inclus un puternic mesaj patriotic în lucrările ale. A fost publicată atât în Slovenia, dar și în Germania. De menționat că primele sale lucrări au fost în limba germană, deoarece în acel moment ea nu vorbea limba slovenă.
Pesjak s-a căsătorit la 3 octombrie 1848 cu antreprenorul Simon Pesjak. Cei doi au avut cinci fiice, Helena, Louise, Mary, Ida și Emma. Cu toate că familia vorbea în germană și franceză, fetele au avut un profesor local după ce a intrat în vigoare o constituție care a acordat libertăți civile și politice în Imperiul Austriac din 1860. Din acest motiv și Pesjak a învățat limba slovenă și a început să scrie în această limbă. A început să promoveze învățarea limbii locale și să traducă poezii în ea. A tradus lucrări din germană, engleză, italiană, cehă și franceză. Lucrările sale au fost publicate în mai multe reviste. Au trecut zece ani până când Pesjak a reușit să-și publice romanul-jurnal în condițiile ei, dar în cele din urmă a reușit în 1887. În ultima parte a vieții, a avut probleme financiare, iar Pesjak a trăit cu mijloace restrânse, aproape uitateă. În 1897 a avut un accident vascular cerebral în timp ce se afla la Podbrezje și a murit în luna martie în 1898.
O stradă a fost numită în memoria ea, cu toate că numele a fost dat într-o formă germană, Luiza Pesjakova, și a fost prezentată pe o marcă poștală iugoslavă. Portretul ei se află în Galeria Națională a Sloveniei, unde este una dintre cele mai populare picturi.

## Lucrări scrise
Cântece
- Ce iubesc (1864)
- Violete (1885)

Proză
- Dragostea tatălui (1864)
- Dragotin (1864)
- Rachela (1870)

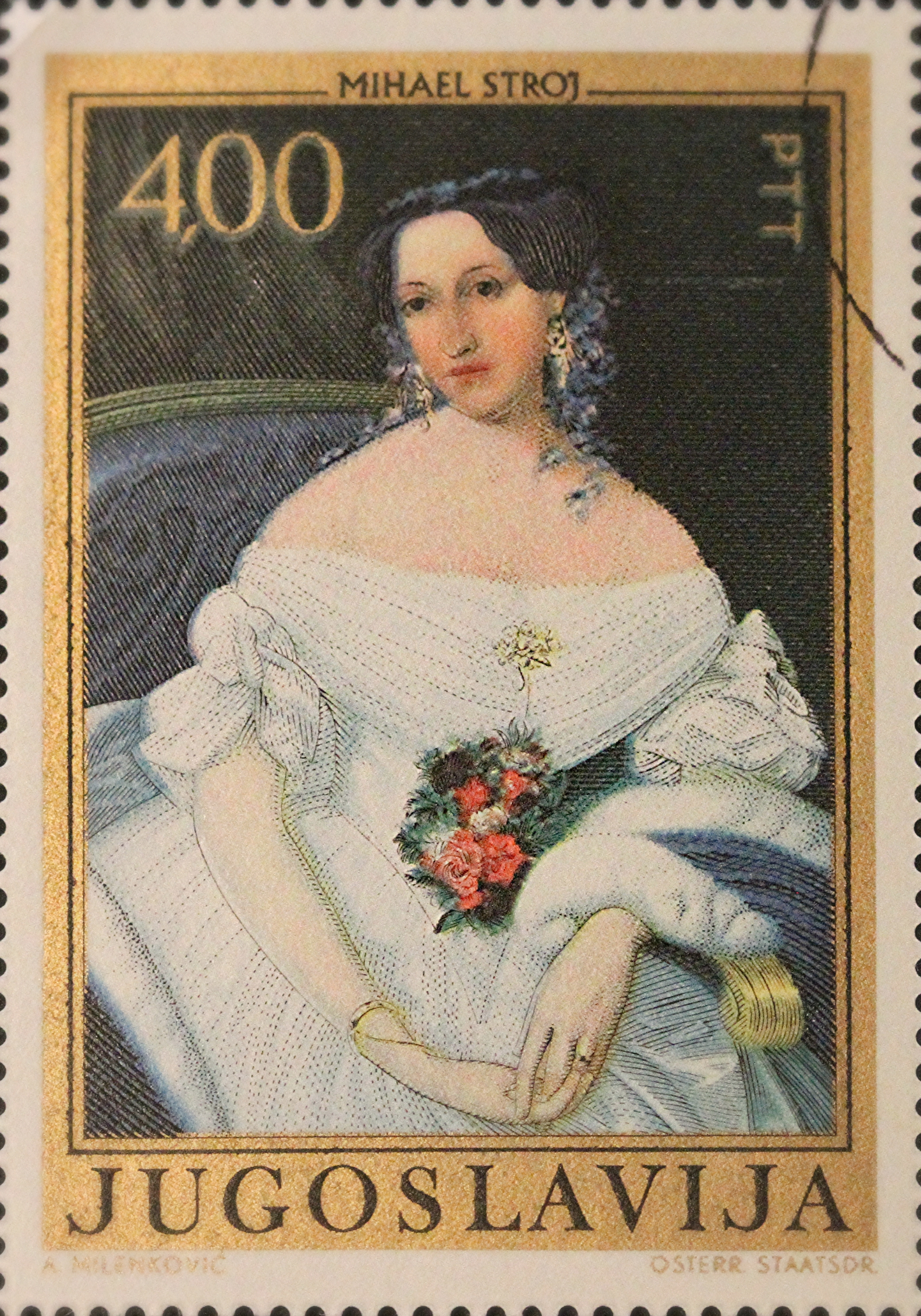
Marcă poștală iugoslavă cu o pictură în ulei de Mihael Stroj aflată la Galeria națională a Sloveniei

- Beatin dnevnik (Jurnalul Beatei [Bregar], 1887)

Piese de teatru
- Svitoslav Zajcek (1865)
- Ghidul Sloveniei (1866)
- În Koprivnik (1872)

Libret de operă
- Gorenjski slavček (1872)

Autobiografie
- Din copilăria mea (1886)